# Szóstka wron (powieść)
Szóstka wron (ang. Six of Crows) – amerykańska powieść fantasy, napisana przez Leigh Bardugo. Została opublikowana w 2015 przez Henry Holt and Co. Polskie wydanie ukazało się w 2016 za sprawą wydawnictwa Mag. Książkę tłumaczyli Wojciech Szypuła oraz Małgorzata Strzelec.
Historia opowiada o grupie złodziei i wyrzutków, którzy w zamian za dużą sumę pieniędzy podejmują się zadania odbicia cennego zakładnika z Lodowego Dworu – pilnie strzeżonej wojskowej twierdzy. Akcja rozgrywa się w tzw. Grishaverse, czyli fikcyjnym świecie fantastycznym, w którym osadzone są również inne serie autorki: trylogia Cień i kość oraz dylogia Król z bliznami. Szóstka wron to pierwszy tom dylogii o tym samym tytule. Duża część wydarzeń ma miejsce w Ketterdamie, mieście zainspirowanym Amsterdamem z czasów Republiki Zjednoczonych Prowincji. Fabuła jest opowiedziana w trzeciej osobie, a rozdziały naprzemiennie przyjmują perspektywę sześciu bohaterów.
W 2021 roku Netflix zekranizował książki Leigh Bardugo. Serial Cień i kość (2021-2023) przedstawia historię Aliny Starkov oraz bohaterów dylogii Szóstka wron. W 2023 roku serwis Deadline poinformował, że produkcja zakończyła się na drugim sezonie i nie będzie dalszej kontynuacji cyklu.

## Nagrody
| Rok  | Nagroda                                | Kategoria                                    | Wynik     | Źródło |
| ---- | -------------------------------------- | -------------------------------------------- | --------- | ------ |
| 2016 | Dragon Awards                          | Best Young Adult / Middle Grade Novel        | Nominacja | [ 6 ]  |
| 2018 | Deutscher Fantasy Preis                | Best International Novel                     | Wygrana   | [ 7 ]  |
| 2015 | Goodreads Choice Awards                | Best Young Adult Fantasy and Science Fiction | Nominacja | [ 8 ]  |
| 2016 | El Premio El Templo de las Mil Puertas | -                                            | Wygrana   | [ 9 ]  |
| 2017 | Missouri Gateway Readers Award         | -                                            | Nominacja | [ 10 ] |
| 2017 | Hea Noorteraamat                       | Best Youth Books                             | Wygrana   | [ 11 ] |
| 2018 | Evergreen Teen Book Award              | -                                            | Nominacja | [ 12 ] |
| 2018 | Rhode Island Teen Book Award           | -                                            | Nominacja | [ 13 ] |
| 2016 | Książka roku Lubimyczytać.pl           | fantastyka młodzieżowa                       | Nominacja | [ 14 ] |